# Xã Washington, Quận Grundy, Iowa
Xã Washington (tiếng Anh: Washington Township) là một xã thuộc quận Grundy, tiểu bang Iowa, Hoa Kỳ. Năm 2010, dân số của xã này là 302 người.